# Джеймс МакКінзі
Джеймс Оскар МакКінзі (4 червня 1889 , Gammad, Міссурі  — 30 листопада 1937 , Чикаго, Іллінойс ) — американський бухгалтер, менеджмент-консультант, професор бухгалтерського обліку в Чиказькому університеті та засновник McKinsey & Company.

## Біографія

### Молодість, освіта та початок кар'єри
МакКінзі народився у 1889 році в Гаммі, штат Міссурі, в сім'ї Джеймса Медісона МакКінзі та Мері Елізабет (Логан) МакКінзі. Після відвідування державної школи МакКінзі спочатку отримав освіту вчителя в Уорренсбурзькому педагогічному коледжі, нині Університет центрального Міссурі, де в 1912 році отримав ступінь бакалавра педагогіки.
МакКінзі продовжив вивчати право в Університеті Арканзасу, де через рік, у 1913 році, отримав ступінь юриста. У 1914 році він вивчав бухгалтерію в Університеті Сент-Луїса, де пізніше розпочав свою кар'єру з викладання бухгалтерії.
Згодом МакКінзі вступив до Чиказького університету, де в 1917 році отримав ступінь бакалавра філософії. Після служби в армії США під час Першої світової війни він повернувся до Чиказького університету. Там у 1919 році він отримав ступінь магістра з торгівлі та склав іспит на дипломованого бухгалтера (CPA), щоб мати можливість надавати послуги бухгалтера у штаті Іллінойс.

### Подальша кар'єра
У 1917 році МакКінзі став викладаем бухгалтерського обліку Чиказького університету і продовжував читати там лекції до 1935 року. У 1926 році отримав звання професора. У 1920-21 навчальному році він читав лекції з бухгалтерського обліку в Колумбійському університеті, а в 1921 році подався до приватної бухгалтерської практики. У 1922 році він опублікував свою першу велику роботу під назвою «Бюджетний контроль».
У 1926 році МакКінзі заснував у Чикаго компанію McKinsey & Company, що надає послуги з менеджмент-консалтингу. Там він пропрацював старшим партнером до 1935 року. Він пішов з посади, коли прийняв пропозицію перейти на посаду голови правління Marshall Field &amp; Company, універмагу в Чикаго, і призначив Ендрю Томаса Керні керуючим партнером чиказького офісу. У 1936 році він також був обраний головою Американської асоціації менеджменту.
МакКінзі помер від запалення легенів 30 листопада 1937 року.